# J. Carrol Naish
J. Carrol Naish, nome completo Joseph Patrick Carrol Naish (New York, 21 gennaio 1896 – La Jolla, 24 gennaio 1973), è stato un attore statunitense.

## Biografia
Malgrado fosse di origini irlandesi, durante la sua lunga carriera J. Carrol Naish interpretò un gran numero di personaggi dalle caratteristiche latine, grazie alla capacità di imitare gli accenti, e ai propri tratti somatici con occhi e carnagione scuri. Solo in rare occasioni, sia sul palcoscenico che sul grande schermo, poté impersonare personaggi irlandesi.
Dopo aver lavorato per diversi anni come attore a Broadway, Naish approdò a Hollywood durante gli anni trenta e negli anni seguenti apparve in oltre duecento film fino al 1971, interpretando alcuni indimenticabili ruoli da caratterista. 
Fu candidato due volte all'Oscar come migliore attore non protagonista per Sahara (1943) di Zoltán Korda, nel ruolo di un prigioniero di guerra italiano, e L'ombra dell'altro (1945) di Irving Pichel, nella parte di un padre messicano. Per quest'ultimo ruolo vinse il Golden Globe.

## Filmografia parziale

### Cinema
- The Open Switch, regia di J.P. McGowan (1925)
- Gloria (What Price Glory?), regia di Raoul Walsh (1926)
- I lupi di Chicago (Double Cross Roads), regia di George E. Middleton, Alfred L. Werker (1930)
- Cheer Up and Smile, regia di Sidney Lanfield (1930)
- Good Intentions, regia di William K. Howard (1930)
- Scotland Yard, regia di William K. Howard (1930)
- The Royal Bed, regia di Lowell Sherman (1931)
- The Finger Points, regia di John Francis Dillon (1931)
- Gun Smoke, regia di Edward Sloman (1931)
- I difensori della legge (Homicide Squad), regia di Edward L. Cahn e George Melford (1931)
- I conquistatori (The Conquerors), regia di William A. Wellman (1932)
- Le tigri del Pacifico (Tiger Shark), regia di Howard Hawks (1932)
- Il re dell'arena (The Kid from Spain), regia di Leo McCarey (1932)
- Orizzonti di fuoco (The Devil's in Love), regia di William Dieterle (1933)
- La grande menzogna (No Other Woman), regia di J. Walter Ruben (1933)
- Il mercante di illusioni (Upperworld), regia di Roy Del Ruth (1934)
- I lancieri del Bengala (The Lives of a Bengal Lancer), regia di Henry Hathaway (1935)
- Il grande nemico (Special Agent), regia di William Keighley (1935)
- La carica dei seicento (The Charge of the Light Brigade), regia di Michael Curtiz (1936)
- Avorio nero (Anthony Adverse), regia di Mervyn LeRoy (1936)
- Il terrore del circo (Charlie Chan at the Circus), regia di Harry Lachman (1936)
- Ramona, regia di Henry King (1936)
- Tigre verde (Think Fast, Mr. Moto), regia di Norman Foster (1937)
- Non ho ucciso! (Night Club Scandal), regia di Ralph Murphy (1937)
- La figlia di Shanghai (Daughter of Shanghai), regia di Robert Florey (1937)
- Prison Farm, regia di Louis King (1938)
- Bulldog Drummond in Africa, regia di Louis King (1938)
- Beau Geste, regia di William A. Wellman (1939)
- Hotel Imperial, regia di Robert Florey (1939)
- Tifone sulla Malesia (Typhoon), regia di Louis King (1940)
- Guanti d'oro (Golden Gloves), regia di Edward Dmytryk (1940)
- Notti argentine (Down Argentine Way), regia di Irving Cummings (1940)
- I vendicatori (The Corsican Brothers), regia di Gregory Ratoff (1941)
- Sangue e arena (Blood and Sand), regia di Rouben Mamoulian (1941)
- Una notte a Rio (That Night in Rio), regia di Irving Cummings (1941)
- Destino (Tales of Manhattan), regia di Julien Duvivier (1942)
- Dottor Broadway (Dr. Broadway), regia di Anthony Mann (1942)
- Sahara (Sahara), regia di Zoltán Korda (1943)
- Gung Ho! ('Gung Ho!': The Story of Carlson's Makin Island Raiders ), regia di Ray Enright (1943)
- Al di là del mistero (House of Frankenstein), regia di Erle C. Kenton (1944)
- La stirpe del drago (Dragon Seed), regia di Harold S. Bucquet e Jack Conway (1944)
- L'ombra dell'altro (A Medal for Benny), regia di Irving Pichel (1945)
- L'uomo del Sud (The Southerner), regia di Jean Renoir (1945)
- Perdutamente (Humoresque), regia di Jean Negulesco (1946)
- Il mistero delle 5 dita (The Beast with Five Fingers), regia di Robert Florey (1946)
- Carnevale in Costarica (Carnival in Costa Rica), regia di Gregory Ratoff (1947)
- La croce di fuoco (The Fugitive), regia di John Ford (1947)
- Giovanna d'Arco (Joan of Arc), regia di Victor Fleming (1948)
- Il bacio del bandito (The Kissing Bandit), regia di László Benedek (1948)
- Amore selvaggio (Canadian Pacific), regia di Edwin L. Marin
- Il bacio di mezzanotte (That Midnight Kiss), regia di Norman Taurog (1949)
- La legge del silenzio (Black Hand), regia di Richard Thorpe (1950)
- Credimi (Please Believe Me), regia di Norman Taurog (1950)
- Rio Bravo (Rio Grande), regia di John Ford (1950)
- Il pescatore della Louisiana (The Toast of New Orleans), regia di Norman Taurog (1951)
- Anna prendi il fucile (Annie Get Your Gun), regia di George Sidney (1951)
- Il cacciatore del Missouri (Across the Wide Missouri), regia di William A. Wellman (1951)
- Il marchio del rinnegato (The Mark of the Renegade), regia di Hugo Fregonese (1951)
- La grande avventura del generale Palmer (Denver and Rio Grande), regia di Byron Haskin (1952)
- La confessione della signora Doyle (Clash by Night), regia di Fritz Lang (1952)
- Minnesota (Woman of the North Country), regia di Joseph Kane (1952)
- La valle dei bruti (Ride the Man Down), regia di Joseph Kane (1952)
- Resistenza eroica (Fighter Attack), regia di Lesley Selander (1953)
- Tempeste sotto i mari (Beneath the 12-Mile Reef), regia di Robert D. Webb (1953)
- Le giubbe rosse del Saskatchewan (Saskatchewan), regia di Raoul Walsh (1954)
- La strage del 7º cavalleggeri (Sitting Bull), regia di Sidney Salkow (1954)
- Anonima delitti (New York Confidential), regia di Russell Rouse (1955)
- Tutti in coperta (Hit the Deck), regia di Roy Rowland (1955)
- L'agente speciale Pinkerton (Rage at Dawn), regia di Tim Whelan (1955)
- Sabato tragico (Violent Saturday), regia di Richard Fleischer (1955)
- Alamo (The Last Command), regia di Frank Lloyd (1955)
- La figlia dello sceicco (Desert Sands), regia di Lesley Selander (1955)
- Il ribelle torna in città (Rebel in Town), regia di Alfred L. Werker (1956)
- Questa notte o mai (This Could Be the Night), regia di Robert Wise (1957)
- I forti non piangono (The Young Don't Cry), regia di Alfred L. Werker (1957)
- Force of Impulse, regia di Saul Swimmer (1961)
- Dracula contro Frankenstein (Dracula vs. Frankenstein), regia di Al Adamson (1971)

### Televisione
- General Electric Theater – serie TV, episodio 1x01 (1953)
- Crossroads – serie TV, episodi 1x30-2x06 (1956)
- Climax! – serie TV, episodio 2x25 (1956)
- The Alcoa Hour – serie TV, episodio 2x03 (1956)
- Le avventure di Charlie Chan (The New Adventures of Charlie Chan) – serie TV, 39 episodi (1957-1958)
- The Texan – serie TV, episodio 1x04 (1958)
- Cimarron City – serie TV, episodio 1x10 (1958)
- Westinghouse Desilu Playhouse – serie TV, episodio 1x04 (1958)
- The Further Adventures of Ellery Queen – serie TV, episodio 1x12 (1958)
- Ricercato vivo o morto (Wanted: Dead or Alive) – serie TV, episodio 1x12 (1958)
- The Restless Gun – serie TV, episodio 2x18 (1959)
- La legge di Burke (Burke's Law) – serie TV, episodio 2x13 (1964)
- Bonanza – serie TV, episodio 9x33 (1968)

## Doppiatori italiani
- Giorgio Capecchi in Tifone sulla Malesia, I vendicatori, Minnesota, La strage del 7º cavalleggeri, Alamo, La figlia dello sceicco
- Lauro Gazzolo in Beau Geste, La croce di fuoco, La valle dei bruti, Le giubbe rosse del Saskatchewan, Sabato tragico
- Carlo Romano in La legge del silenzio, La confessione della signora Doyle, Tutti in coperta
- Gaetano Verna in L'uomo del Sud, Rio Bravo
- Corrado Racca in Giovanna d'Arco, Il cacciatore del Missouri
- Nino Pavese in Sangue e arena
- Alberto Sordi in Sahara
- Aldo Silvani in L'ombra dell'altro
- Cesare Polacco in Perdutamente
- Mario Besesti in Il bacio del bandito
- Olinto Cristina in Amore selvaggio
- Cesare Fantoni in Il pescatore della Louisiana
- Vinicio Sofia in I lancieri del Bengala (ridoppiaggio)

## Riconoscimenti
- Premi Oscar 1944 – Candidatura all'Oscar al miglior attore non protagonista per Sahara
- Premi Oscar 1946 – Candidatura all'Oscar al miglior attore non protagonista per L'ombra dell'altro